# 올라이즈 밴드

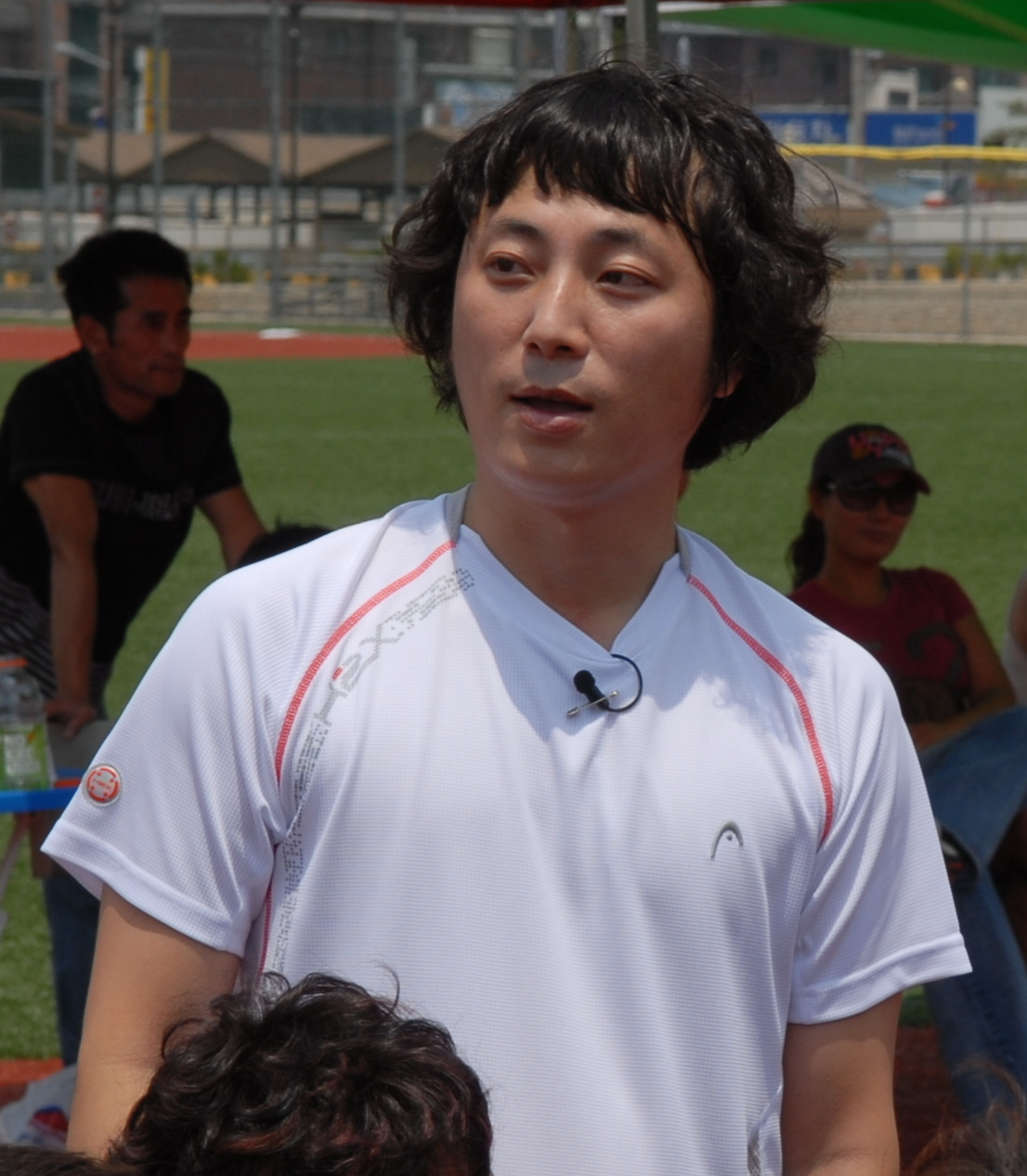

우승민 또는 올라이즈 밴드(All Lies Band, 1975년 7월 7일 ~ )는 대한민국의 싱어송라이터 및 원맨 밴드이다. 목사 아들이다.

## 활동
1996년 언더그라운드 라이브 클럽에서 록 음악 가수로 첫 데뷔를 한 그는 10년가량 언더그라운드 활동을 했으며 2001년 1집 <First Album>으로 정식 데뷔했다. 당시 음반수록곡 대부분이 방송 불가 판정을 받았으나 윤도현, 크라잉넛, 신해철 등 메이저 가수들의 주목을 받으며 팬층을 넓혀나가기 시작했다. 이 후 2009년까지 4장의 정규앨범을 발매했으며 3집에 수록된 <간식송> 은 여러 라디오 프로그램에 배경음악으로 선정되며 히트를 기록했다.
2000년대 초반 인터넷 라디오 방송을 진행했고 이 후 대구MBC 《김소영(별칭 알땅콩DJ)의 별이 빛나는 밤에》, 대구MBC 《정오의 희망곡》, KBS 2FM 라디오 프로그램 《최강희의 볼륨을 높여요》, MBC FM4U 라디오 프로그램 《윤종신의 두시의 데이트》의 고정게스트로 출연하면서 공중파 방송 활동을 시작했다. 그가 대중에게 본격적으로 인지도를 얻게 된 것은 MBC의 예능 프로그램인 《황금어장 - 무릎팍도사》에서였다. 그는 진한 경상도 사투리와 거침없는 언변으로 인기를 얻어 예능프로 출연자로서 점점 입지를 넓히고 있으며, 또한 2011년 11월에는 MBC의 프로그램 《무한도전》의 `TV전쟁`편에 출연하여 유재석 TV팀의 게스트로서 팀의 우승에 공헌하기도 했다.
2012년 5월 9개월간 교제한 4살 연하 김소희 씨와 결혼식을 올렸고 2년 뒤인 2014년 딸을 출산했다.
2019년에는 명리학 과정을 수료하고 사주전문가로 활동하기 시작했으며 자신의 유튜브 채널 '원탑명리'에서 사주 강의를 하고 있다.

## 출연작

### 영화
- 2011년 《술에 대하여》(극장판)
- 2011년 《고지전》
- 2010년 《창피해》 - 주방장 역
- 2008년 《기다리다 미쳐》 - 허욱 역

### 텔레비전 드라마
- 2013년 KBS2 《KBS 드라마 스페셜 연작 시리즈 : 사춘기 메들리》 - 덕훈 역
- 2018년 KNN 촌티콤 《날아라 메뚜기》
- 2019년 4월 28일 MBC 《미스터리 음악 쇼 복면가왕》

### 텔레비전 프로그램
- SBS 《자기야 - 백년손님》
- KBS1 《6시 내고향》
- KBS1 《필통》
- MBC Every1 《굳센토크, 도토리》
- XTM 《국가가 부른다》
- KBS1 《보물지島》
- MBC 《나 혼자 산다》
- KBS1 《헌혈, 생명을 나눕시다》
- KBS1 《대한민국 행복발전소》
- MBC 《무릎팍도사》
- SBS 《스타부부쇼 자기야》
- 채널A 《생방송 오픈 스튜디오》
- KBS2 《오감만족 세상은 맛있다》
- OBS 《건강버라이어티 올리브》
- tvN 《SNS 마케팅쇼 완판기획》
- tvN 《천재들의 수다》
- 조선TV 《시사코미디 10PM》
- MBC 《무한도전》
- SBS 《강심장》
- JTBC 《연예특종 서바이벌》
- MBC 《MBC 창사 50주년 특별기획 - 타임》
- tvN 《환상의 커플》
- MBC 《브레인배틀》
- MBC 《웃고 또 웃고》
- 온게임넷 《켠김에 왕까지》
- Trend E 《키친로드》
- SBSE! 《양희은의 요리쇼 식객》
- KBS2 《대결 노래가 좋다》
- KBS Joy 《막무가내 팩토리》
- KBS2 《미녀들의 수다》
- MBC 《헌터스》
- SBS 《도전 1000곡》
- KBS2 《스펀지 제로》
- SBS 《놀라운 대회 스타킹》
- SBS 《대결 8대 1》
- KBS2 《위기탈출 넘버원》
- KBS2 《비타민》
- KBS2 《스타골든벨》
- SBS 《야심만만》
- SBS 《퀴즈! 육감대결》
- Mnet 《Bling Bling POP》
- SBS 《작렬! 정신통일》
- MBC 《황금어장》
- 코미디 TV 《신정환의 환골탈태》 (신정환 진행)
- MBC 《유재석 김원희의 놀러와》
- MBC Every 1 《박경림의 화려한 외출 시즌2》 (박경림 진행)
- KBS N 스포츠 《날아라 슛돌이 5기》
- SBS 《모닝와이드》

### 라디오 프로그램
- KBS 2FM 《최강희의 볼륨을 높여요》
- MBC 표준FM 《박경림의 별이 빛나는 밤에》
- MBC FM4U 《정오의 희망곡 김효진입니다》
- KBS cool FM 《전현무의 가요광장》
- SBS 파워FM 《박소현의 러브게임》
- MBC 표준FM 《신동의 심심타파》
- MBC FM4U 《윤종신의 두시의 데이트》
- MBC FM4U 《간미연의 친한친구》
- MBC FM4U 《노홍철의 친한친구》
- MBC FM4U 《두시의 데이트 주영훈입니다》
- EBS FM 《EBS FM 책 읽는 라디오 낭독 시리즈》
- EBS FM 《서현진의 EBS 북 카페》
- 대구MBC FM4U 《정오의 희망곡 김소영입니다》
- 대구MBC FM4U 《별이 빛나는 밤에》

## 앨범
- 1집 : 《18 尊나게 재수없어》
- 2집 : 《여행》
- 3집 : 《사춘기(思春期)》
  - 간식송
  - 라디오 로고송 시리즈
  - 무릎 팍 도사
- 4집 : 《언덕》
- 5집 : 《조울증》
  - 내 이름은 사포나리아
  - 찾아줘요 유정란
  - 토토토 대추토마토
  - 블루베리 베리 굿 (Blueberry Very Good)

## 그 외 기타 활동

### 저서
- 《올밴 우승민의 천기누설 기타팍》

### 홍보대사 활동
- 2010년 농림수산식품부 우유소비촉진 홍보대사

### CF
- 2007년 농심 건면세대 청국장
- 2006년 롯데월드 크리스마스 대축제
- 2008~2009년 구몬학습
- 2009년 빙그레
- 2011년 홈플러스

## 수상 내역
- 2007년 MBC 방송연예대상 쇼버라이어티 남자 신인상